# Caille
Caille település Franciaországban, Alpes-Maritimes megyében. Lakosainak száma 423 fő (2022. január 1.). Caille Andon, Escragnolles, Séranon és Valderoure községekkel határos.

## Népesség
A település népességének változása:
| Lakosok száma | 124  | 144  | 176  | 306  | 437  | 446  | 426  | 411  | 407  | 423  |
|               | 1968 | 1982 | 1990 | 2006 | 2013 | 2015 | 2017 | 2019 | 2020 | 2022 |